# 武装した人
武装した人（ぶそうしたひと、仏語：L'homme armé）は、ルネサンス期のフランス語による、作者不詳の世俗音楽である。北フランスやブルゴーニュ、フランドルのいずれかの民謡とも言われる。専門的には、原語に即してロム・アルメと呼ばれることが多いが、日本語では直訳調の「武装した人」のほかに、「戦士」「軍人」という訳語が使われることもある。

## 楽譜と歌詞
| フランス語原詞 | 日本語（試訳） |
| --- | --- |
| L'homme, l'homme, l'homme armé, L'homme armé L'homme armé doibt on doubter, doibt on doubter. On a fait partout crier, Que chascun se viengne armer D'un haubregon de fer. | 男よ、男よ、武装した男よ、 武装した男よ。 武装した男に気をつけろ、気をつけろ。 みんなそこらじゅうで叫んでる、 みな武装せよと 鋼の鎧で。 |

## ミサ曲における使用
武装した人は、ルネサンス期の作曲家が、ミサ曲を作曲するときに定旋律として使用したため、曲の古さの割には今日でも比較的広く知られている。『武装した人』は世俗音楽の中でおそらく最も頻繁に定旋律に採用された歌であろうと考えられ、現在40以上の使用例が知られている。初期のルネサンス期の大作曲家は少なくとも一度はこの旋律に基づいて作曲をしており、この慣習は17世紀のカリッシミの時代まで続くこととなる。しかしながら『武装した人』によるミサ曲の真の全盛期は、1450年から1500年頃までであり、16世紀後半になると「ロム・アルメ・ミサ」の作曲は、保守的な教会音楽によって辛うじて受け継がれたにすぎなかった。
『武装した人』の現存する最古の用例は、ロバート・モートンの1463年頃の作とされるシャンソン集“Il sera pour vous conbatu/L'homme armé”であると考えられている。その以前の作と考えられるものとして、作曲者と作曲時期が不詳の、メロン・シャンスリエ（Mellon Chansonnier）出典の3声の曲がある。1523年、ピエトロ・アーロンは論文“Thoscanello”において、作風の一致などからこの旋律がアントワーヌ・ビュノワの作であると指摘している。ただ、それ以外にはこの説を裏付ける根拠はなく、さらにこの論文が書かれたのも最初の用例から70年近くも経っていた。リチャード・タラスキンは、ビュノワがこの旋律によるミサ曲を書いたはじめての人だと主張するが、これは否定的に見られており、多くの学者は、それよりも前のギヨーム・デュファイが、初めて『武装した人』によるミサ曲を書いたと考えている。
この旋律は特に対位法的な扱いをするのに適している。フレーズの輪郭がはっきりしており、またカノンを作るのにも適した構造をしている。また、対位法的な楽曲においても旋律線が非常に聞き取りやすい、という特徴がある。
パレストリーナもいくつかの「ロム・アルメ・ミサ」を作曲しているが、このほかに代表作の「教皇マルチェルスのミサ曲」の旋律主題は、いきなり完全4度で跳躍してから順次下降するという始まり方において、「武装した人」の曲想と類似することが指摘されている。

## 起源
この歌の人気の理由と、「武装した人」の重要性は多くの議論の的となる。「武装した人」とは、大天使ミカエルを示しているとする説のほか、デュファイの家の近くの居酒屋の名前（Maison L'Homme Arme）だと主張するものや、十字軍へ向けて武装していることを表しているという説、最後のブルゴーニュ公・シャルル突進公の暗喩であるなどの説がある。
覚えておくとよいのは、この歌の発生時期はオスマン帝国の侵略によってコンスタンティノープルが陥落した時期とほぼ一致するということである。この事件はヨーロッパに大きな衝撃を与え、たとえば先にデュファイはこの事件についてのラメントを作曲している。そのほか、3つの説はすべて正しいと考えることも出来る。当時破竹の勢いを見せていたオスマン帝国に抵抗しうる軍隊を組織しようとする切迫した気持ちから、この旋律が人気になったのだと考えることもできよう。

## 後世への影響
非常に歌いやすいことから、多くの作曲家の主題素材になっている。新旧問わず様々な作曲家によるオルガンのための作品が多いが、中にはフレデリック・ジェフスキーの「ソナタ」のようにピアノ独奏の為に使われることもある。